# Les dangers du créationnisme dans l'éducation

Les dangers du créationnisme dans l’éducation est un texte d’octobre 2007 qui a fait l’objet d’une résolution par le Conseil de l’Europe. Même s’il n’a pas force de loi – les textes adoptés par le Conseil de l’Europe n’ont qu'une portée déclarative, bien que normative –, il s’agit du premier texte officiel et à portée aussi large traitant du créationnisme en Europe. Il pourra servir de base pour les travaux des gouvernements nationaux ou locaux en Europe s’ils cherchent à statuer sur le créationnisme dans les programmes d’éducation ou tout autre moyen de communication.

## Processus de rédaction
En 2006, un court document de 6 articles intitulé Les dangers du créationnisme dans l’éducation a été rédigé par le parlementaire britannique Andrew McIntosh de l’Assemblée parlementaire du Conseil de l’Europe et cosigné par 18 collègues. Soumis au travail de la Commission de la culture, de la science et de l’éducation de cette même Assemblée parlementaire, le document a été préparé et présenté en tant que projet de résolution à l’Assemblée parlementaire en juin 2007, avec pour rapporteur le parlementaire socialiste français Guy Lengagne.
Dans son exposé des motifs, et ce à la suite de l’enquête et des travaux dirigés par M. Lengagne, le projet de résolution tendait à lancer un avertissement solennel sur le fait que les efforts de promotion, notamment dans l’enseignement, des thèses créationnistes constitue un réel danger pour la recherche médicale et scientifique, l’avenir de la société, la démocratie et les droits de l'homme en Europe. L’exposé des motifs entendait dresser un état des lieux des mouvements créationnistes les plus actifs en Europe. Il est fait mention notamment de Harun Yahya, auteur de l'Atlas de la Création, et de l’Université Interdisciplinaire de Paris.

## Débat et vote
En juin 2007, le projet de résolution a été retiré au dernier moment de l’ordre du jour de la session plénière de l’Assemblée parlementaire sous la pression du parlementaire belge Luc van den Brande (président du Parti populaire européen pour le Conseil de l’Europe), alors président – en fin de mandat – de l’Assemblée parlementaire, et qualifié par M. Lengagne d’« ultraconservateur »,. Après la fin de mandat de Guy Lengagne, après changement de rapporteur et révision en Commission parlementaire, le projet de résolution a été de nouveau introduit in extremis par la Commission – par l’entremise de la nouvelle rapporteuse luxembourgeoise, la parlementaire Anne Brasseur. Le retour du texte à l’ordre du jour a suscité l’activisme de divers groupes s’insurgeant contre tout ou partie du texte, certains en faveur des thèses créationnistes, certains plaidant pour un rejet pur et simple du texte, d’autres plaidant pour une plus grande modération dans les formulations en proposant des modifications dans le texte. Ainsi lors du débat en session plénière le 4 octobre 2007, les parlementaires ont apporté le témoignage de l’activisme de la Commission des Conférences épiscopales de la Communauté européenne, d’une ou de plusieurs sources se réclamant du créationnisme, ainsi que d’une ou de plusieurs autres sources opposées au contenu du texte du projet de résolution, par le moyen de courriers électroniques qui auraient « bombardé » les parlementaires. Des voix faisaient appel à la liberté d’expression.
Une parlementaire britannique, la baronne Gloria Hooper Chevalière de Collingtree, cite l’extrait d’un texte qu'elle a reçu parmi ces courriers électroniques pour fonder son argument : « Le rapport dresse le portrait d’un combat extrême entre "créationnistes" et évolutionnistes, dans lequel la démocratie, les droits de l’Homme, la recherche médicale et scientifique et l’avenir de la société sont en jeu. » Cette amorce semble refléter le climat général du débat qui a alors lieu, où les positions extrêmes semblent s’être exprimées de façon impropre (y compris dans le texte d’origine de M. Lengagne, sous-entend la baronne Hooper). En conscience de cela, il s’avère que le langage du projet de résolution a en effet été révisé une seconde fois pour être adouci : à la suite d'une collaboration qualifiée par Mme Brasseur de « constructive » avec le Conseiller national suisse Walter Schmied, la Commission parlementaire introduit diverses modifications visant à décharger le texte de sa dimension émotionnelle (dixit Hooper) et à l’équilibrer. La rapporteuse profitera d’ailleurs à plusieurs occasions de souligner le fait que le texte n’avait en aucun cas pour intention de porter atteinte aux convictions des croyants. Mme Brasseur adressa des remerciements appuyés à M. Schmied, lui-même très croyant. D’autres amendements plus incisifs sont proposés par quelques parlementaires principalement issus d’Europe centrale et orientale, sans passer par la Commission ni par Mme Brasseur. Ils seront tous rejetés.
Le texte amendé, sans l’exposé des motifs, fut voté en session plénière avec tous les amendements proposés par M. Schmied sauf deux. Le projet de résolution, amendé, est adopté par 48 voix pour, 25 contre et 3 abstentions.

## Extraits du document originel (rédigé par A. McIntosh)
Bien que cette approche ne jouisse d’aucune crédibilité dans les milieux scientifiques, elle a semé le doute auprès d’esprits moins éclairés, y compris chez de hauts responsables politiques, surtout aux États-Unis mais aussi en Europe. Certaines écoles sont aujourd’hui contraintes d’enseigner le créationnisme. La solution intermédiaire consistant à consacrer le même temps aux deux théories est un compromis entre vérité et mensonge.
La théorie scientifique de l’évolution recueille une adhésion quasi universelle parmi les personnes qui ont des convictions religieuses en Europe. En aucun cas la présente proposition n’entend manquer de respect à l’égard d’une quelconque religion.
Néanmoins, l’Assemblée est préoccupée par les conséquences néfastes que pourrait avoir la promotion du créationnisme dans le cadre éducatif. Elle recommande au Comité des Ministres d’évaluer la situation dans les États membres du Conseil de l’Europe et de proposer des contre-mesures appropriées.

## Extraits du premier projet de résolution (Guy Lengagne)
La théorie de l’évolution est attaquée par des fondamentalistes religieux qui demandent que les thèses créationnistes soient enseignées dans les écoles européennes parallèlement ou même à la place de cette théorie. D’un point de vue scientifique il n’y a absolument aucun doute que l’évolution est une théorie centrale pour comprendre l’univers de la vie sur Terre.
Le créationnisme dans aucune de ses formes, telles que l’« intelligent design », n’est pas basé sur des faits, n’utilise pas de raisonnement scientifique et son contenu est désespérément inadapté aux classes scientifiques.
L’Assemblée invite les instances éducatives dans les États membres à promouvoir la connaissance scientifique et l’enseignement de l’évolution et à s’opposer fermement à toutes les tentatives de présentation du créationnisme en tant que discipline scientifique.

## Extraits de la résolution finale (amendée)
Les passages faisant objet d’amendements négociés entre Mme Brasseur et M. Schmied, ou proposés par ce dernier, sont indiqués en gras.
L’objectif de la présente résolution n’est pas de mettre en doute ou de combattre une croyance – le droit à la liberté de croyance ne le permet pas. Le but est de mettre en garde contre certaines tendances à vouloir faire passer une croyance comme science. Il faut séparer la croyance de la science. Il ne s’agit pas d’antagonisme. Science et croyance doivent pouvoir coexister. Il ne s’agit pas d’opposer la croyance à la science, mais il faut empêcher que la croyance ne s’oppose à la science.
Paragraphe entièrement nouveau.
Nous sommes en présence d’une montée en puissance de modes de pensée qui remettent en question les connaissances établies sur la nature, l’évolution, nos origines, notre place dans l’univers.
Texte remplacé : «, pour mieux imposer certains dogmes religieux, s’attaquent au cœur même des connaissances que nous avons patiemment accumulées.
L’enseignement de l’ensemble des phénomènes concernant l’évolution en tant que théorie scientifique fondamentale est donc essentiel pour l’avenir de nos sociétés et de nos démocraties. À ce titre, il doit occuper une place centrale dans les programmes d’enseignement, et notamment des programmes scientifiques, aussi longtemps qu’il résiste, comme toute autre théorie, à une critique scientifique rigoureuse.
Termes en gras absents du premier projet de résolution.